# الانتخابات الرئاسية الكورية الجنوبية 2017
الانتخابات الرئاسية الكورية الجنوبية 2017 أو الانتخابات الرئاسية الكورية الجنوبية التاسعة عشر هي انتخابات رئاسية حصلت في التاسع من مايو 2017. حصلت الانتخابات قبل موعدها المحدد في العشرين من ديسمبر نتيجة لسحب الثقة عن رئيسة كوريا الجنوبية باك غن هي (بالكورية: 박근혜)‏ في العاشر من مارس 2017 بعد فضيحة رئاسية انخفضت فيها نسبة قبول الرئيسة إلى 4%. أسفرت الانتخابات عن فوز مون جاي إن، الذي تسلم المنصب في اليوم التالي (10 مايو).

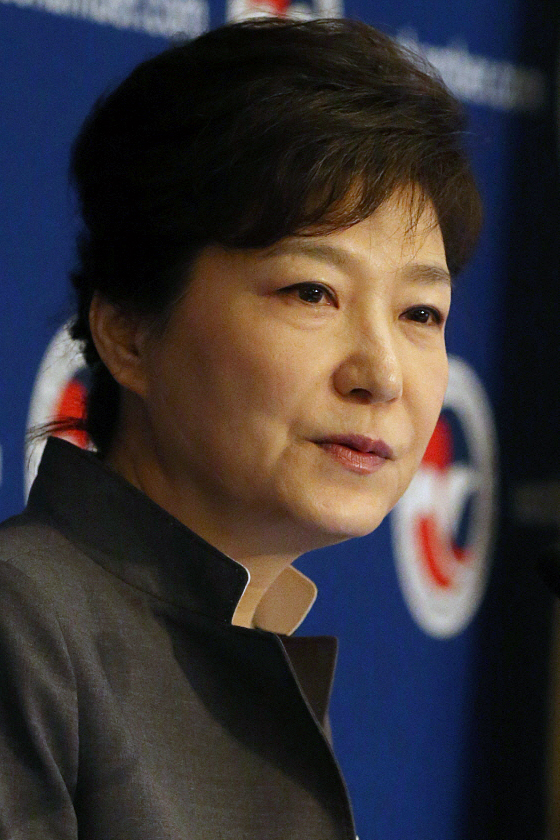
الرئيسة المخلوعة باك غن هي.

## خلفية
تم سحب الثقة من الرئيسة باك بعد تحقيقات وطنية بشأن تورط صديقة لباك، تشو سون سيل، بالتحكم بقرارات باك الرئاسية رغم ان سيل ليس لها أي عمل رسمي حكومي.

معدلات الرضا الخاصة بعمل باك الرئاسي. يمثل الخط الأزرق معدل الرضا بينما يمثل الخط البرتقالي معدل عدم الرضا.

في عام 2014 انخفض معدل الرضا بباك من 63% في 2013 إلى
30% في يناير 2015 بعد غرق السفينة سي وول. ارتفعت نسبة الرضا إلى 54% في سبتمبر 2015 بعد ان تفادت حكومة باك المواجهة مع كوريا الشمالية بعد حادثة على الحدود، ومن ثم انخفضت مرة أخرى في اواخر 2016 بسبب فضيحة تشو سون سيل إلى 4%.

## موعد الانتخابات
جرت الانتخابات في التاسع من مايو لعام 2017 بدلا من موعدها المحدد سابقا في 20 ديسمبر 2017 بسبب خلع الرئيسة قبل نهاية مدتها الرئاسية.

## النتائج

بالأحمر: المحافظات التي صوتت لهونج جون بيو
بالأزرق: المحافظات التي صوتت لمون جاي إن

| المرشح                 | المركز                 | عدد الأصوات | النسبة المئوية |
| مون جاي إن             | فاز                    | 13.423.800  | 41,1 %         |
| هونغ جون بيو           | الثاني                 | 7.852.849   | 24,0 %         |
| أن تشيول سو            | الثالث                 | 6.998.342   | 21,4 %         |
| يو سونغ مين            | الرابع                 | 2.208.771   | 6,8 %          |
| مجموع الأصوات والباقية | مجموع الأصوات والباقية | 32.807.908  | 100%           |